# ローラ・B08/60
ローラ・B08 / 60は、ローラ・カーズによって開発された、ル・マン・プロトタイプ（LMP1）マシンである。これは1992年に製造された、T92 / 10以来のクローズドコックピットスポーツプロトタイプカーとなった。2008年に参戦を開始し、アストンマーティンはチャロウズ・レーシングシステムと提携しル・マン・シリーズ（LMS）のLMP1クラスに参戦した。

## 開発
2006年後半に発表されたB08 / 60は、フランス西部自動車クラブ（ACO）が2010年からの規則変更を発表した後に開発された。同じくプジョーもクローズドコックピットクーペである908 HDi FAPを発表した。ル・マン24時間レースでは、LMP1はクローズドコックピットのみが許可される。ローラは、2010年のルール変更に備えながら、プジョー908やその他のマシンと空力特性で競合できるマシンの開発に着手した。

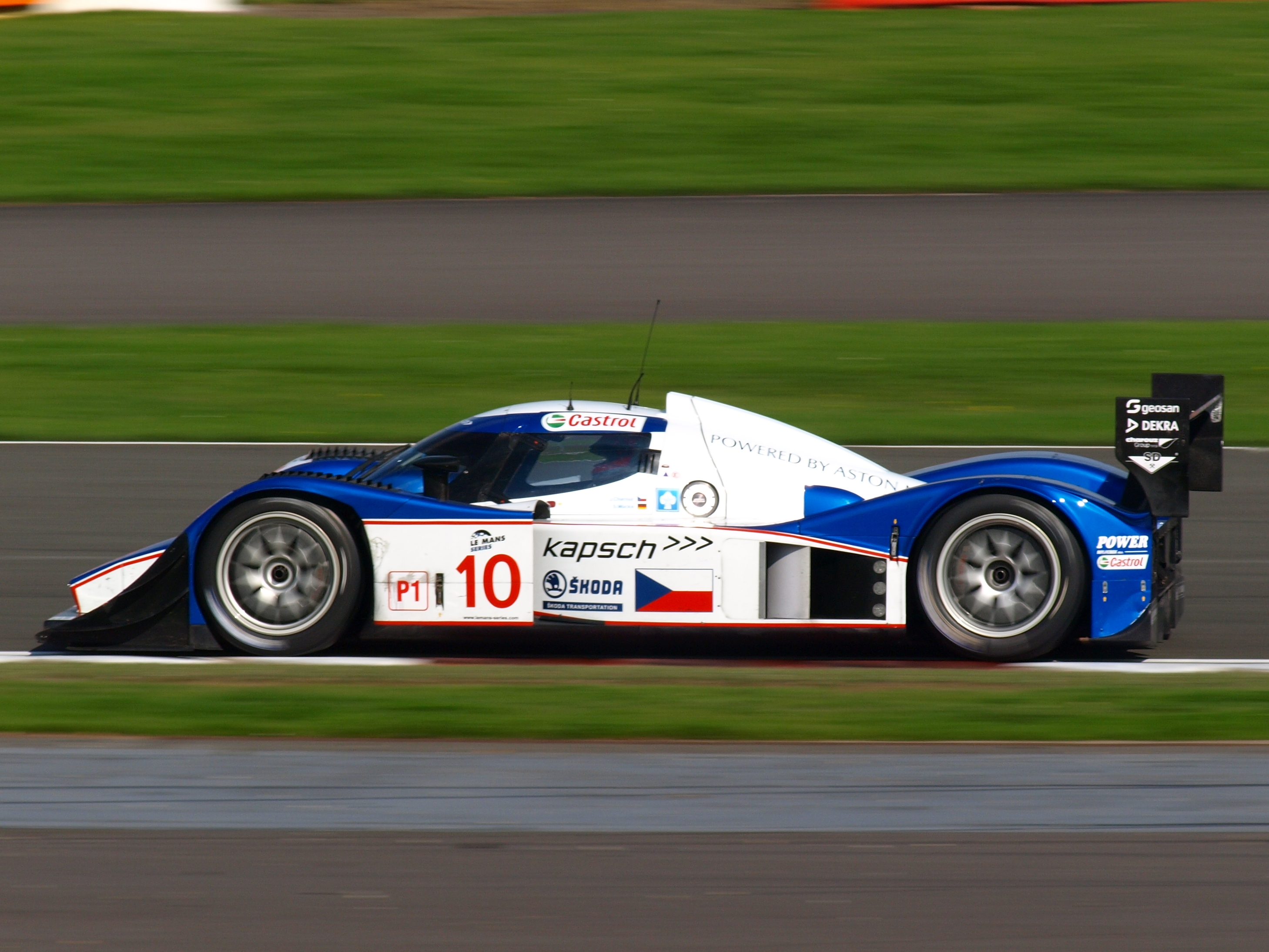
2008年シルバーストーン1000kmでのB08 / 60

B08 / 60の設計は、コックピットの違いを除いて、その前身であるB06 / 10と多くの要素を共有している。ノーズとサイドポッドはB06 / 10と同様の冷却およびベント構造を備えているが、わずかに大きいノーズはローラの2007年仕様の設計に基づいている。フィル・ティラーがB08 / 60の空力を担当し、コックピットを開発した。コックピットのデザインには、エンジン用のルーフマウントエアインテークが組み込まれている。コックピットの横も階段状にデザインされている。
B08 / 60の設計は、ローラとANSYS、AMDのパートナーシップによって支援されている。両社はそれぞれエンジニアリングソフトウェアとハードウェアを提供している。スケールモデルの風洞試験は2007年の初めから実施され、12月に最初の車が完成する前に複数の形状が分析された。
B08 / 60の開発中に、ローラはLMP2マシンのデザインの開発も承認した。B08 / 80として知られるこの車は、B08 / 60と多くの部分を共有しているが、小排気量エンジン、LMP1より低速、小規模なチームが競合するLMP2規制により適合している。

## レース戦績
2007年11月、アストンマーティン・レーシングはローラから初号機のB08 / 60を購入し、レースカーのアストンマーチン・DBR9から6.0L,V12を搭載することに合意した。これは1989年の、AMR1以来のスポーツプロトタイプカーでの参戦となる。アストンマーティンのレース活動を請け負うプロドライブは、チャロウズ・レーシングシステムと手を組み、ル・マン・シリーズとル・マン24時間レースへのエントリーのために新しいチームを運営した。B08 / 60は、アストンV12エンジンを念頭に置いて設計されていないため、標準のローラ製ギアボックスをよりコンパクトな、エクストラック製6速ギアに交換する必要があった。ローラ・アストンマーティンは、量産車由来のエンジンに大きなエアリストリクターを与える規定の変更によりさらなるアドバンテージを得た。
2008年のLMSで、チャロウズレーシングはグリッド上で最速のガソリン車であることが証明されたが、それでもアウディ、プジョーのディーゼルエンジン勢に匹敵することはできなかった。2008年のル・マン24時間では総合9位だった。LMSのシルバーストンでは、チャロウズがアウディに次ぐ総合2位でフィニッシュした。チャロウズレーシングは2008年のLMSでランキング5位に終わった。
B08 / 60は他のカスタマーにも利用可能になり、さまざまなエンジンをシャーシに適合させることができる。B08 / 60は、ローラとプロドライブが共同開発したローラ-アストンマーティン・B09/60のベースにもなっている。
2009年のLMSは、B08 / 60でスピーディー・レーシングチーム・セバーが参戦し、ランキングは5位に終わった。ル・マン24時間は総合14位に終わった。
2010年、レベリオン・レーシングは、B08 / 60に改良を施し、マシンはB10 / 60と呼ばれた。アストンV12エンジンはジャッド製をレベリオンにバッジネームした、5.5L V10エンジンに置き換えられた。2010年のLMSはクラス3位と5位だった。ル・マン24時間では、2台ともリタイア。2年前のチャロウズレーシングに比べてラップタイムが8秒遅かった。
2010年のアメリカン・ル・マン・シリーズ（ALMS）にB09 / 60として、ドレイソン・レーシングによってエントリーされた。第7戦ロード・アメリカでポールトゥウィンで初勝利を挙げた。年間ランキングは3位。ドレイソン・ローラは、ALMSのLMP1とLMP2の車を同等にするルールによりに制限を受けた。ル・マン24時間では周回数不足で完走扱いにならなかった。
2011年のLMSは、レベリオン・レーシングはエンジンをトヨタ製3.4L V8エンジン（トヨタ・RV8K）に変更。そしてLMP1クラスチームチャンピオンに輝いた。ル・マン24時間ではガソリン車トップの6位とリタイヤだった。また、インターコンチネンタル・ル・マン・カップでは、総合3位を獲得した。
2012年と2013年は、B12 / 60としてアップグレードされたマシンで参戦した。FIA 世界耐久選手権（WEC）とル・マン24時間レースにレベリオン・レーシングが参戦。ル・マン24時間は総合4位、WECはLMP1トロフィーのタイトルを獲得した。2012年、2013年にはプチ・ル・マンにも参戦し、総合優勝を収めている。2012年ALMSにはダイソンレーシングがマツダ・AER製2L 直4ターボ、MZR-Rエンジンで参戦、2012年、2013年ともにクラス2位だった。ダイソンレーシングはまた、短距離のレースでは2011年仕様のB11 / 66を走らせた。